# Lymantria lunata
Lymantria lunata este o specie de molii din genul Lymantria, familia Lymantriidae, descrisă de Stoll 1781 Conform Catalogue of Life specia Lymantria lunata nu are subspecii cunoscute.

## Galerie

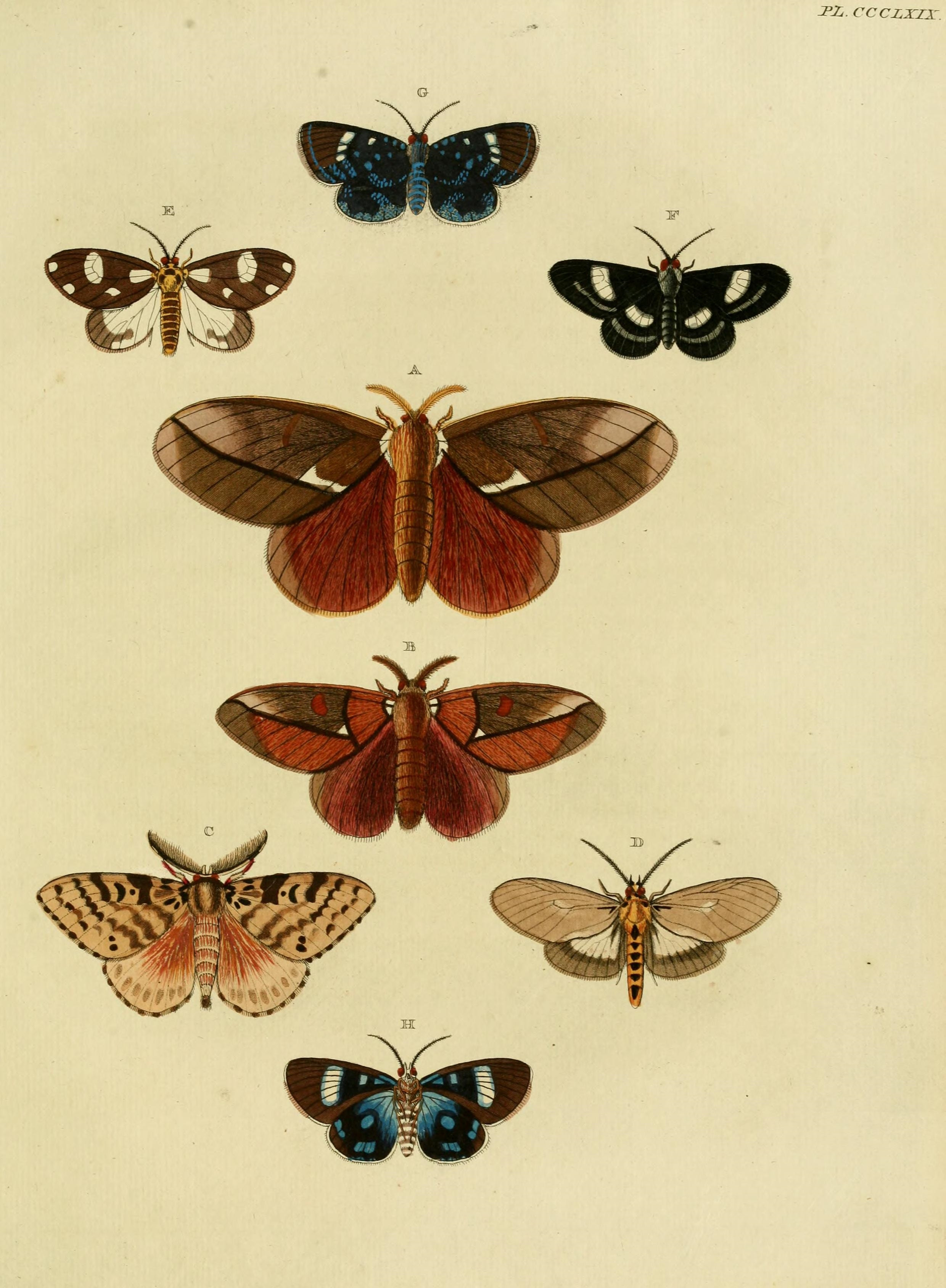
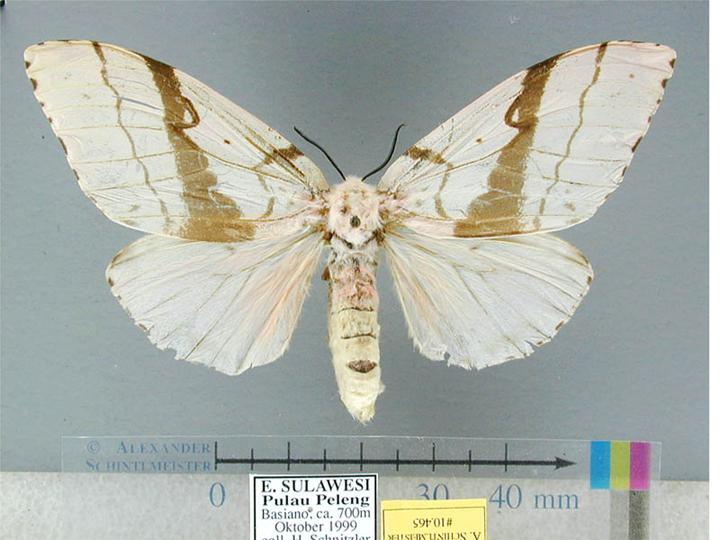